# Amtsgericht Fürstenberg/Havel
Das Amtsgericht Fürstenberg war ein Gericht der ordentlichen Gerichtsbarkeit in Fürstenberg/Havel.

## Geschichte
In Fürstenberg befand sich vor 1879 das großherzogliche Stadtgericht Fürstenberg als Eingangsgericht. Daneben bestanden Patrimonialgerichte. Übergeordnete Instanz war die Justizkanzlei Strelitz. Mit der Verordnung zur Ausführung des Gerichtsverfassungsgesetzes vom 27. Januar 1877 vom 17. Mai 1879 wurden die Änderungen der Reichsjustizgesetze im Großherzogtum Mecklenburg-Strelitz umgesetzt. Die bisherigen Gerichte wurden aufgehoben und es wurden zehn Amtsgerichte (darunter das Amtsgericht Fürstenberg), ein Landgericht (das Landgericht Neustrelitz) und ein Oberlandesgericht (das gemeinsame Oberlandesgericht Rostock) geschaffen. Der Gerichtssprengel des Amtsgerichts Fürstenberg umfasste danach die Stadt Fürstenberg mit Tannenhof, Tiefenbrunn und Seegert’s Ausbau, das Amt Fürstenberg, aus dem Domanialamt Strelitz die Orte Buchholz mit Alt-Buchholz und Neuhof, Dabelow mit Carolinenhof, Godendorf, Godendorfer Teerofen mit Godendorfer Schneidemühle, Godendorfer Papiermühle und Düsterförde, Menow, Priepert, Steinförde mit Steinhavel-Mühle und Schönborn, aus dem Domanialamt Mirow die Orte Drögen und Strasen mit Pelzstuhl und Priepertsche Ziegelei und aus der Ritterschaft die Orte Barsdorf mit alte Mühle, Qualzow und Zahlen, Blumenow, Boltenhof, Dannenwalde mit Kreuzkrug und Pozern, Gramzow und Tornow mit Neubau, Ringsleben und Neu-Tornow. Das Amtsgericht hatte 1880 eine Richterstelle und war für 5076 Gerichtseingesessene verantwortlich. Es war damit ein kleines Gericht im Landgerichtsbezirk.
Nach dem Zweiten Weltkrieg wurden die Amtsgerichte im Land Mecklenburg neu geordnet und das Amtsgericht Fürstenberg kam zum Landgericht Güstrow. In der DDR wurden die Amtsgerichte 1952 aufgelöst und einheitlich Kreisgerichte gebildet. Fürstenberg gehörte zum Kreis Fürstenberg, dort entstand so das Kreisgericht Fürstenberg, welches dem Bezirksgericht Frankfurt (Oder) nachgeordnet war. Nach dem Zusammenbruch der DDR wurden die Amtsgerichte durch das Gerichtsstrukturgesetz neu gebildet. In Fürstenberg entstand dabei kein Amtsgericht.